# Rocket Lake
Rocket Lake è il nome in codice per la famiglia di processori x64 desktop di Intel rilasciata all'inizio del 2021. Si basa sulla nuova microarchitettura Cypress Cove (una variante dell'architettura Sunny Cove utilizzata nei processori Ice Lake) prodotta però col vecchio processo produttivo a 14 nm. Ci sono anche alcune voci non confermate sul fatto che Rocket Lake possa integrare una grafica a 10 nm in un design chiplet. I chip saranno commercializzati come "Intel Core di 11ª generazione". I core Willow Cove contengono molti più transistor degli attuali core Comet Lake derivati da Skylake, in questo modo è probabile che il numero di core nel chip diminuisca da 10 a 8. Rumors indicano che i core Willow Cove di Rocket Lake diano circa un 15-20% di miglioramento delle prestazioni a thread singolo per ciclo di clock (IPC) rispetto a Comet Lake.